# Nenuťte uživatele přemýšlet
Nenuťte uživatele přemýšlet (v orig. Don't Make Me Think) je kniha Steva Kruga o vztahu člověka k počítačům a webové použitelnosti. Předpokladem knihy je, že dobrý program nebo webová stránka by měly umožňovat uživatelům provést jejich zamýšlené úkoly tak jednoduše a přímo, jak je to jen možné. Krug poukazuje na fakt, že lidé volí dostačující řešení (oproti optimálním řešením) či první dostupné řešení jejich problému, a design by toho měl využít. Často uvádí Amazon.com jako příklad dobře navržené webové stránky, která umožňuje velmi kvalitní interakci (viz interaktivita), přestože je tento web každým dnem větší a komplexnější.